# عائلة النيفر
عائلة النيفر هي عائلة تونسية تنتمي لنبلاء تونس العاصمة، وعمل أفرادها أساسا في المجال الديني.

سلالة العائلة تنحدت من أبو أنور الذي حط الرحال في مدينة تونس في نهاية القرن السابع عشر قادما من القيروان كتاجر عطور. حفيده الأكبر، أحمد، تاجر غني، بدأ ذرية هذه العائلة في القرن القرن التاسع عشر التي قدمت العديد من العلماء والمدرسين والقضاة والمفتين.

## أفراد من العائلة
- أحمد النيفر (1864-1926): مدرس وإمام.
- علي النيفر (1833-1926): مدرس وشاعر.
- بشير النيفر (1890-1960): إمام ومفتي الديار التونسية.
- أحميدة النيفر (1942-): منظر إسلامي ومختص في الإسلام وأحد مؤسسي النواة الأولى لحركة النهضة.
- إبراهيم النيفر (1890-1968): إمام ومفتي الديار التونسية.
- محمد الأكبر النيفر (1807-1860): مختص في الإسلام ومفتي الديار التونسية.
- محمّد النيفر (1828-1891): قاضي ومفتي الديار التونسية.
- محمد الأصغر النيفر (؟-1913): مختص في الإسلام وكاتب.
- محمد الشاذلي النيفر (1911-1997): عالم دين.
- محمد صادق النيفر (1882-1938): قاضي.
- محمد صالح النيفر (1905-1993): مدرس.
- محمد طاهر النيفر (1854-1939): مدرس وإمام.
- محمد الأكبر (1841-1896): إمام.
- محمد عزيز النيفر (1890-1942): مدرس وشاعر.
- محمد الطيب النيفر (1833-1926): مفتي الديار التونسية.
- محمد مأمون النيفر (1833-1926): شاعر.
- محمد النيفر (1910-1982): مدرس وباحث وشاعر.
- عمر النيفر (1897-1971): مدرس وشاعر.
- صالح النيفر (1820-1874): مدرس وإمام وقاضي ومفتي الديار التونسية، واسمه الكامل أبو الفلاح صالح النيفر.

## روابط خارجية
- سير ذاتية لعدد من أفراد عائلة النيفر على «معجم البابطين العربية في القرنين التاسع عشر والعشرين».